# شاهین سرحنایی
شاهین سرحنایی یا شاهین گردن‌سرخ (نام علمی: Falco chicquera) یک پرنده شکاری از خانوادهٔ شاهینان است که ۱ تا ۳ زیرگونه دارد. این پرنده در هند، آفریقای زیر صحرا، و ایران نیز یافت می‌شود.